# 2009 en Gambie
Cet article présente les faits marquants de l'année 2009 en Gambie.

## Évènements
- Mercredi 11 mars 2009 : le chef de l'opposition Halifa Sallah est inculpé et écroué pour « intentions séditieuses » et « espionnage ».

- Jeudi 19 mars 2009 : le chef de l'opposition Halifa Sallah est remis en liberté après que les charges pesant contre lui eurent été levées.

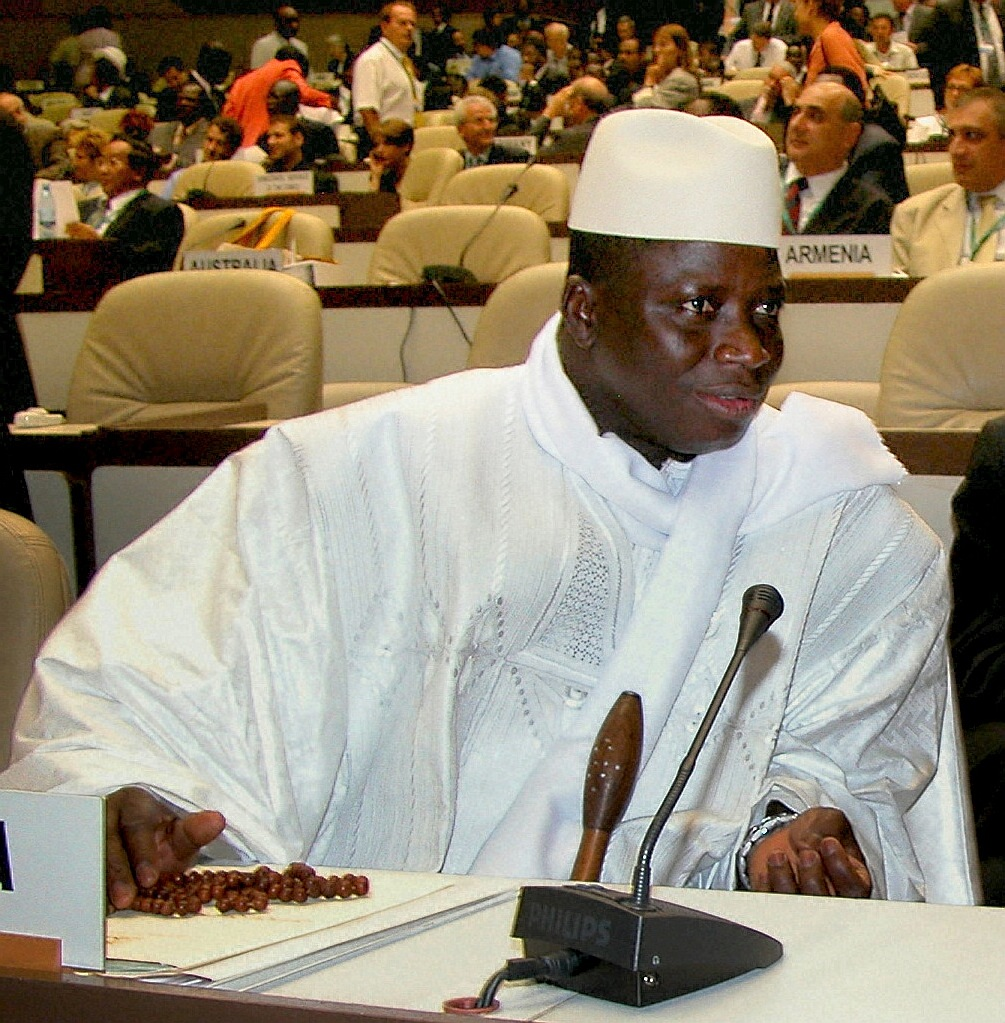
Yahya Jammeh (juin 2006)

- Juin 2009, le président Yahya Jammeh dément toute implication de son gouvernement dans l’assassinat du journaliste Deyda Hydara, laissant entendre que la mort du journaliste était liée à une histoire d'amour ayant mal tourné. Mais L'organisation Reporters sans frontières rappelle que de « sérieux soupçons » existent « quant à la responsabilité des services de sécurité gambiens » dans cet assassinat.

- Jeudi 18 juin 2009 : le chef de l'opposition Halifa Sallah, également chef du service politique du journal Foroyaa, est à nouveau arrêté à Banjul, portant à neuf le nombre de journalistes interpellés en quatre jours. Reporters sans frontières accuse le président Yahya Jammeh de vouloir « étouffer définitivement toute voix critique » en faisant arrêter « les représentants les plus éminents de la presse gambienne ». Cette répression fait suite à la publication, durant le week-end, d’un communiqué du Syndicat de la presse gambienne, appelant le président Yahya Jammeh à reconnaître la responsabilité de son gouvernement dans l’assassinat du journaliste Deyda Hydara, tué en 2004 par des inconnus[1].

- Vendredi 7 août 2009 : l'organisation Reporters sans frontières et le Comité pour la protection des journalistes dénoncent la condamnation à deux ans de prison de 6 journalistes gambiens qui se voyaient reprocher la publication d'un communiqué critiquant des propos du président Yahya Jammeh sur l'assassinat en 2004 de Deyda Hydara, correspondant de l'Agence France-Presse et de RSF. Parmi les journalistes condamnés, reconnus coupables de sédition et diffamation : Sam Sarr, rédacteur en chef du journal d'opposition Foroyaa et Pap Saine, rédacteur en chef de l'hebdomadaire indépendant The Point[2].